# Xã Concord, Quận Louisa, Iowa
Xã Concord (tiếng Anh: Concord Township) là một xã thuộc quận Louisa, tiểu bang Iowa, Hoa Kỳ. Năm 2010, dân số của xã này là 683 người.